# Conferencia de Rambouillet

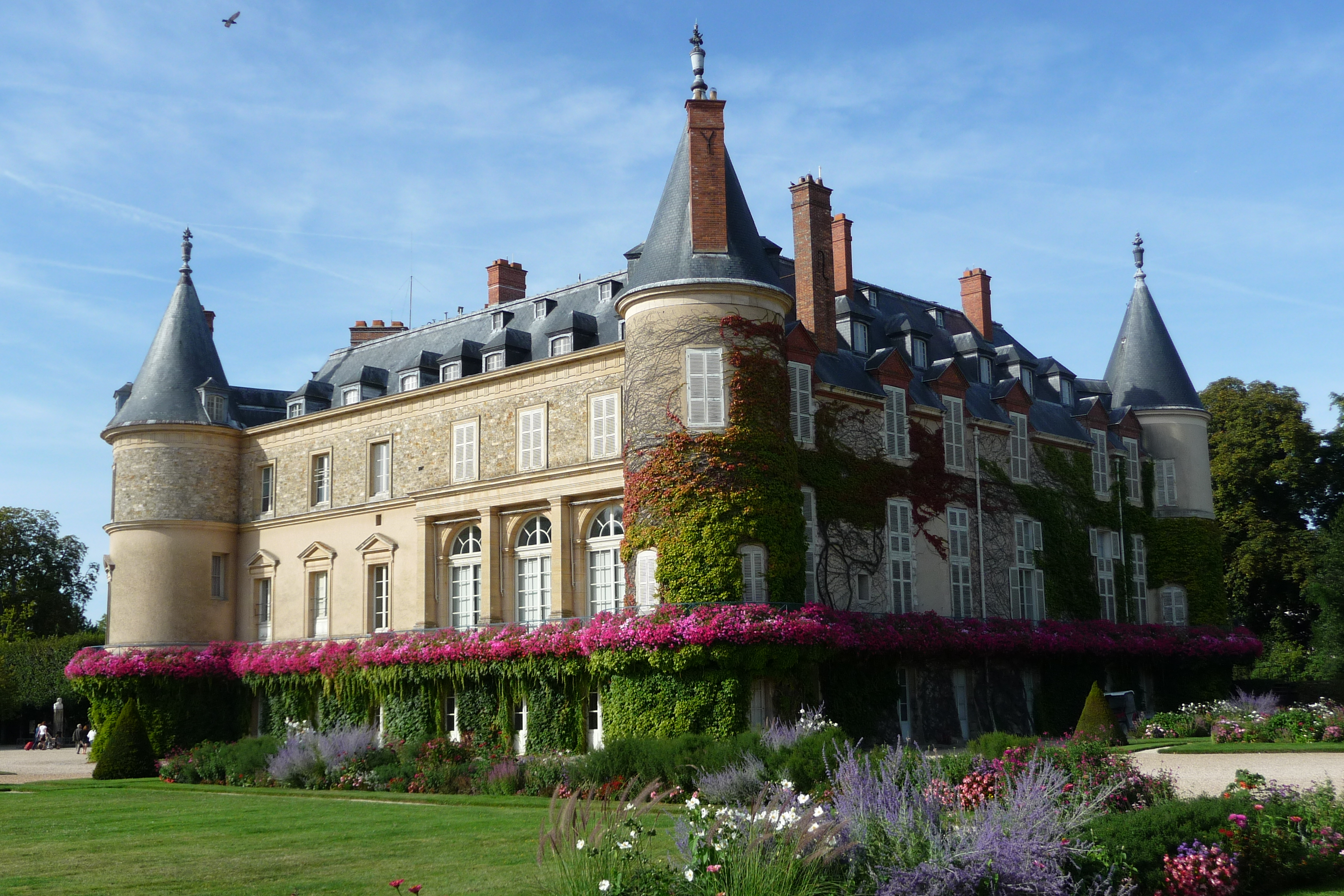
El castillo de Rambouillet, lugar donde se llevaron a cabo las negociaciones.

La Conferencia de Rambouillet es el nombre dado a una serie de negociaciones celebradas entre enero y febrero de 1999 para sentar las bases de la paz entre representantes de Yugoslavia y una delegación en representación de la población mayoritaria de etnia albanesa de Kosovo. 
Fue organizada por la Organización del Tratado del Atlántico Norte (OTAN) en el castillo de Rambouillet (Francia), que dio nombre a las negociaciones. La importancia del acuerdo reside en el hecho de que Yugoslavia se negó a aceptar sus imposiciones, lo que la OTAN utilizó como justificación para iniciar el Bombardeo de Yugoslavia. El rechazo de Belgrado se basó en el argumento de que contenía disposiciones para la autonomía de Kosovo que iban más lejos de lo que su gobierno consideraba razonable.

## Participantes

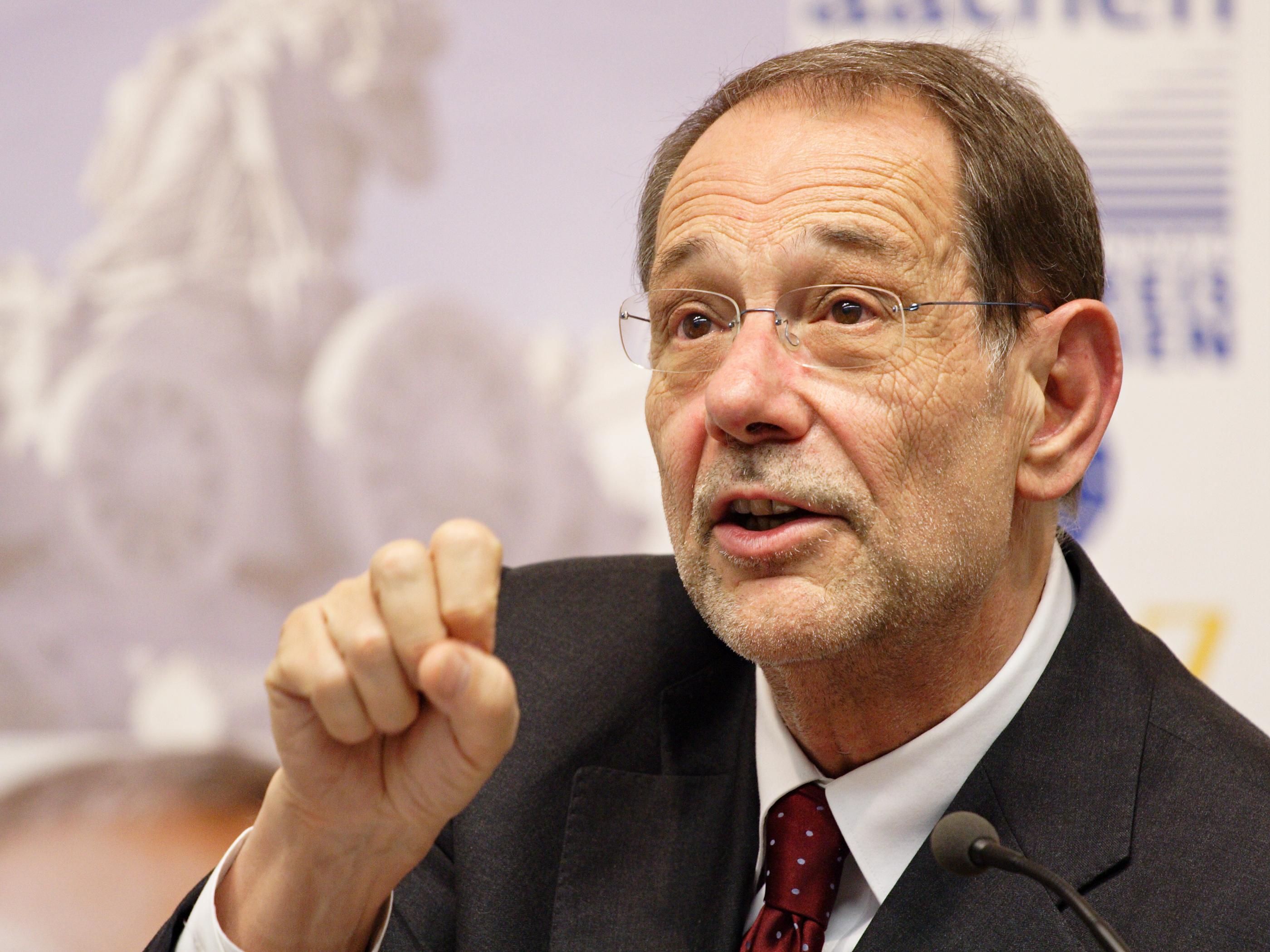
Javier Solana, como secretario general de la OTAN, presidió las reuniones diplomáticas de Rambouillet, que culminaron sin resultado al no aceptar Yugoslavia las imposiciones realizadas por la organización.

La conferencia comenzó el 6 de febrero y finalizó el 19 de febrero. La delegación federal yugoslava estuvo encabezada por el presidente de Serbia Milan Milutinović, mientras que el presidente yugoslavo Slobodan Milošević (al contrario de lo sucedido en los Acuerdos de Dayton, donde negoció personalmente) se mantuvo en Belgrado.
La delegación de los separatistas de Kosovo estuvo encabezada por el primer ministro del gobierno provisional de Kosovo, Hashim Thaçi, antiguo guerrillero del Ejército de Liberación de Kosovo reclamado por la justicia serbia.
El Secretario General de la OTAN, Javier Solana, asumió el mando para llevar a cabo las negociaciones entre ambas partes. La composición total de los grupos negociadores fue la siguiente:
- El "Grupo de Contacto", integrado por miembros de los Estados Unidos, la Unión Europea y Rusia, representados respectivamente por Christopher Hill, Wolfgang Petritsch y Boris Majorski.

- La delegación de 16 miembros de los albaneses de Kosovo, liderada por el exguerrillero Hashim Thaçi, el líder de la comunidad albanesa en Kosovo, Ibrahim Rugova, el filósofo Fehmi Agani, los periodistas Veton Surroi y Rexhep Qosja, y el portavoz del ELK Jakup Krasniqi.

- La delegación de Yugoslavia, liderada en principio por el vice primer ministro serbio Ratko Markovic, los representantes de toda la población no albanesa de Kosovo, los vice primeros ministros federales Nikola Sainović y Vladan Kutlešić, el diputado portavoz del gobierno serbio Vladimir Stambuk, el presidente del Partido Socialista de Kosovo, Vojislav Zivkovic, el miembro del Ejecutivo Provisional del Consejo de Kosovo y Metohija Guljbehar Sabovic, el representante de la comunidad musulmana Refik Senadović, el representante de la comunidad nacional turca y el Partido Demócrata Turco Zejnelabidin Kurejs, el representante de la comunidad nacional goraní Ibro Vait, el presidente de la Iniciativa Democrática de Kosovo Faik Jasari, el presidente del Partido Republicano Democrático de los albaneses Sokolj Cuse, el representante de la comunidad nacional de los romaníes Ljuan Koka y el representante de la comunidad nacional egiptana Cerim Abazi. El presidente de Serbia Milan Milutinovic se sumó a la delegación de Serbia en el comienzo de la segunda semana de negociaciones, el 13 de febrero, como líder de la misma.

- La conferencia fue presidida por el ministro de Exteriores británico Robin Cook y el ministro de Exteriores francés Hubert Védrine. En ocasiones, también tomaron parte la Secretaria de Estado estadounidense Madeleine Albright y el ministro de Exteriores alemán Joschka Fischer.

## Desarrollo
La disposición más polémica fue que Kosovo sería solo de iure una provincia de Serbia, y de facto una tercera república constitutiva de la República Federal de Yugoslavia, pero con una mayor autonomía que Serbia y Montenegro con respeto a sus relaciones con el gobierno federal. Serbia consideró esto como la secesión de Kosovo de Serbia, teniendo en cuenta además que mientras Serbia no tendría ninguna influencia sobre su provincia sureña, Kosovo, a través de su representación en el parlamento yugoslavo, tendría una influencia sustancial en Serbia. Los kosovares tomarían parte en las elecciones serbias, y sus diputados se sentarían en un Parlamento que no tendría jurisdicción sobre Kosovo.
Kosovo también tendría un sistema judicial independiente, incluyendo su propio Tribunal Constitucional, además de garantizarse representantes en el poder judicial yugoslavo, que no tendría jurisdicción sobre Kosovo. Por otra parte, la OTAN tendría acceso libre y sin restricciones militares al país. De acuerdo al Apéndice B:

El personal de la OTAN tendrá, junto con sus vehículos, buques, aeronaves y equipo, el paso libre y sin restricciones y el acceso sin obstáculos a lo largo de la República Federativa de Yugoslavia como asociados del espacio aéreo y aguas territoriales. Esto incluirá, sin limitaciones, el derecho de acceso, maniobra, y la utilización de los lugares o las facilidades requeridas para el apoyo, entrenamiento y operaciones.

Después de la guerra, la Investigación Internacional Independiente sobre Kosovo (International Independent Inquiry on Kosovo), dirigida por Richard Goldstone investigó la cuestión del apéndice y concluyó que había sido copiado por accidente de otros acuerdos de paz. Sin embargo, el político británico, John Gilbert, dijo en una intervención ante la Cámara de los Comunes: "Creo que los términos sometidos a Milošević en Rambouillet eran absolutamente intolerables, cómo podría aceptarlos, siendo una propuesta deliberada".
El Parlamento serbio respondió el 23 de marzo de 1999 a la propuesta con una fuerte crítica. Aunque se convino en que Kosovo debería recibir más autonomía, indicó que preferiría la intervención de las Naciones Unidas antes que la OTAN, acusando a la "delegación separatista-terrorista de los albaneses étnicos" de:

"Evitar las conversaciones, ya que no se dieron por vencidos en sus objetivos separatistas: utilizar la autonomía como un medio para establecer un "Estado dentro del Estado ', asegurar la ocupación de Serbia a través de la aplicación de acuerdos políticos, para crear un Kosovo-Metohija étnicamente puro bajo el pretexto de proteger los derechos humanos y la democracia, y garantizar la secesión de Kosovo y Metohija de Serbia con la ayuda de sus patronos y a través de un protectorado internacional y referéndum.

Las propuestas fueron totalmente rechazadas inicialmente por la representación albanesa de Kosovo, mientras que Belgrado había aceptado los aspectos políticos pero no los militares, solicitando el levantamiento de las sanciones económicas que pesaban sobre su régimen desde la guerra de Bosnia. Belgrado también solicitó que las tropas de la ONU sustituyeran a las tropas de la OTAN para su plena aceptación. El acuerdo fue modificado varias veces hasta que la representación albanesa se vio obligada a firmar, mientras que Belgrado rechazó. Las modificaciones abrían el proceso del estatuto de Kosovo, e incluían anexos que fueron encontrados inaceptables por los serbios, ya que prácticamente dejaban Yugoslavia al nivel de un territorio ocupado por la OTAN.
A propósito de la propuesta a los serbios, el reputado analista John Pilger escribió en el New Statesman: "A cualquier persona que examine el documento de Rambouillet le quedarán pocas dudas de que las excusas dadas para los ataques posteriores fueron fabricadas. Las negociaciones de paz fueron manipuladas, y a los serbios se les dio dos opciones: rendirse y ser ocupados, o no rendirse y ser destruidos".
Poco después del fracaso de las negociaciones, el exsecretario de estado estadounidense Henry Kissinger sentenció sobre el texto de Rambouillet:

"El texto de Rambouillet, que instó a Serbia a admitir tropas de la OTAN en Yugoslavia, fue una provocación, una excusa para iniciar los bombardeos. Rambouillet era un documento que ni un serbio inocente podría haber aceptado. Era un terrible documento diplomático que nunca debió haber sido presentado en esa forma."
Henry Kissinger en Daily Telegraph
28 de junio de 1999.

## Consecuencias
Como resultado del fracaso de los acuerdos de paz, y cumpliendo las amenazas de Javier Solana de atacar inmediatamente Yugoslavia si fracasaban las negociaciones, el 24 de marzo las fuerzas de la OTAN comenzaron su campaña de bombardeos sobre la República Federal de Yugoslavia, que se prolongaron durante tres meses y se saldaron con la práctica destrucción de las infraestructuras serbias y la muerte de unos 500 militares y 1 500 civiles. Así, el 12 de junio Milošević se vio obligado a rendirse y las fuerzas de la OTAN ocuparon el territorio de Kosovo, donde el ejército norteamericano desarrolló su mayor base militar en el mundo, Camp Bondsteel. 